# الهامینگ
الهامینگ (به آلمانی: Allhaming) یک سکونتگاه مسکونی در اتریش است که در Linz-Land District واقع شده‌است.

## خصوصیات
الهامینگ ۱۴ کیلومترمربع مساحت دارد ۳۴۱ متر بالاتر از سطح دریا واقع شده‌است.